# Helga Paetzold

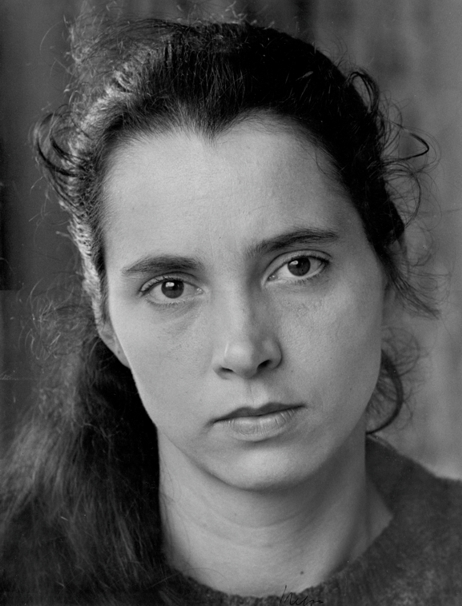
Weefkunstenarers Helga Paetzold

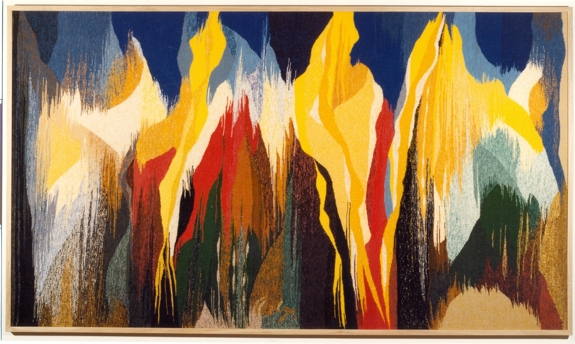
1984 Bliksemstralen 320x180 cm

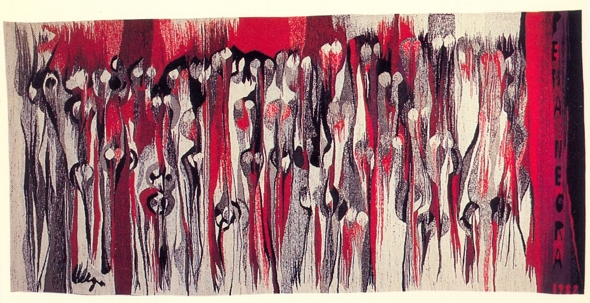
1982 Pena Negra 430x190 cm

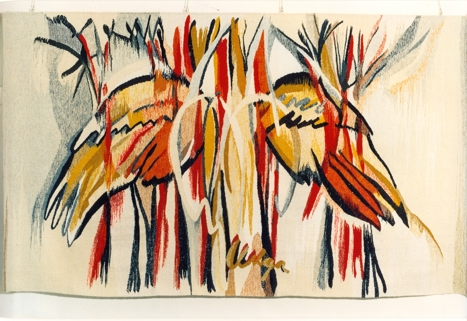
1990 De Engel 328x190 cm

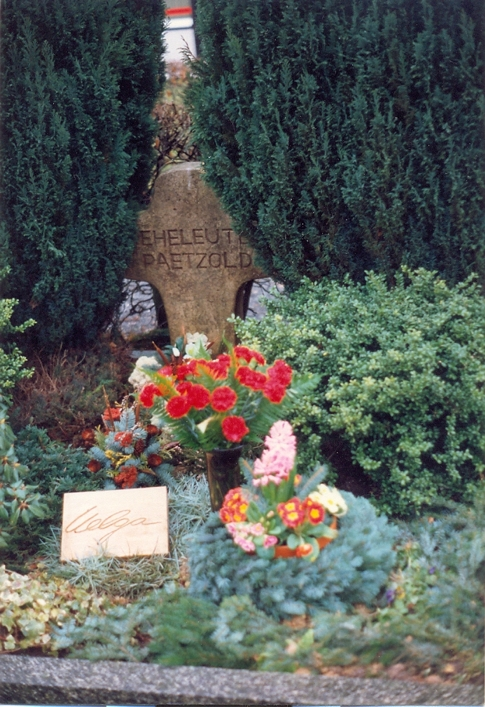
Graf van Helga Paetzold en haar ouders.

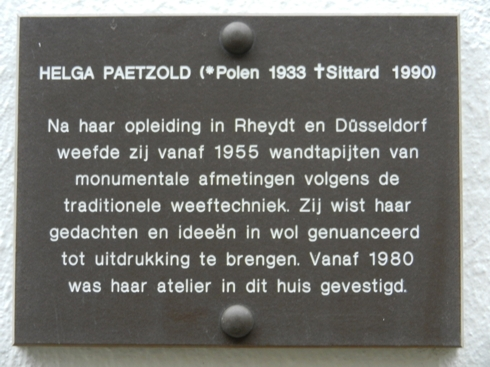
Gevelsteen 'Weefatelier Helga', Sittard

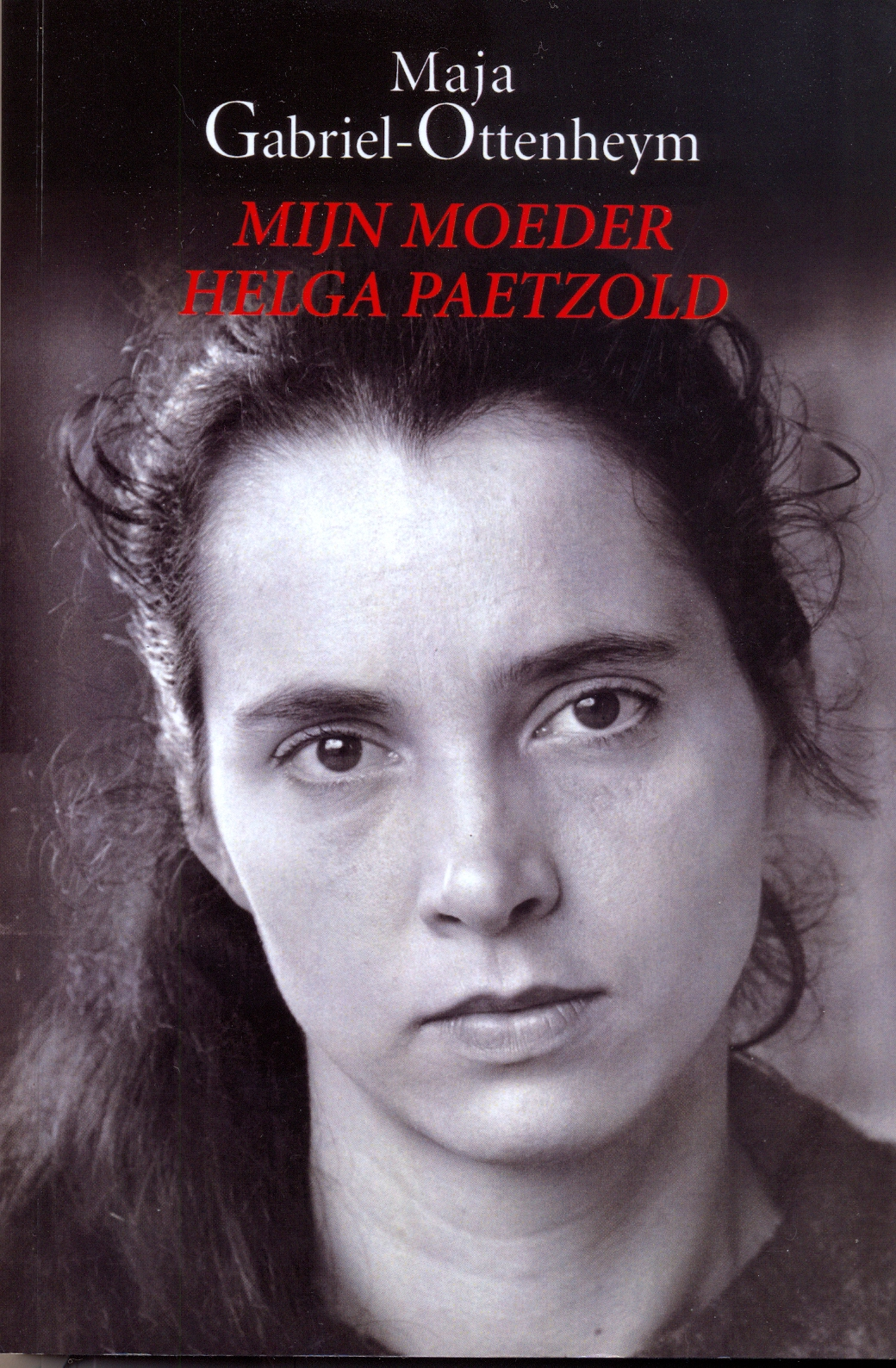
Boek "Mijn Moeder Helga Paetzold"

Helga Paetzold (Friedeberg, Silezië, 10 februari 1933 - Sittard, 21 december 1990) was een Duits-Nederlands weefkunstenares.

## Levensloop
Na de Tweede Wereldoorlog moest Paetzold op 13-jarige leeftijd samen met haar ouders vluchten, omdat Silezië Pools grondgebied werd. Paetzold studeerde aan de kunstacademie in Düsseldorf en aan de Jan van Eyck Academie in Maastricht. Pas in de laatste tien jaar van haar leven verwerkte ze in haar tapijten de vreselijke gebeurtenissen van de oorlog en de vlucht.
In 1955 trouwde ze met de ingenieur Johannes Hubertus Ottenheym. Hij was chef van de organische afdeling bij de DSM in Geleen. Ze vestigden zich in Sittard op de Kollenberg. Ze kregen vijf kinderen; vier zonen en een dochter. In 1976 werd ze ernstig ziek. Een jaar later werd ze voor genezen verklaard. In 1979 wilde ze van Ottenheym scheiden. Ze woonde van 1979-1980 met haar twee jongste kinderen in Maastricht. Vanaf 1980 woonden ze in de Begijnenhofstraat 7 te Sittard. Dit huis noemde ze Weefatelier Helga.
Paetzold is bekend geworden met haar indrukwekkende wandtapijten van monumentale grootte. Ze weefde meer dan 85 grote wandkleden, alleen die geteld vanaf 100 centimeter breedte. Ze had meer dan 70 exposities in binnen- en buitenland.
In augustus 1990 bezocht koningin Beatrix haar atelier. De koningin, die zeer gesteld is op moderne kunst, en de weefkunstenares spraken lange tijd met elkaar. Paetzold heeft dit bezoek als een eervolle erkenning van haar werk ervaren.
Op 21 december 1990 is Helga Paetzold na een kort ziekbed in haar huis in de Begijnenhofstraat overleden. Haar graf is in Leuscheid, in het Duitse Westerwald.
Kort voor haar overlijden heeft Helga Paetzold een stichting opgericht die haar artistieke nalatenschap in beheer zou krijgen,
de Stichting Collectie Helga Paetzold. Behalve het eigenlijke beheer van de wandtapijten heeft de stichting tot doel om regelmatig exposities te organiseren zodat de werken van Helga Paetzold voor het publiek toegankelijk blijven.

## Opleiding
- 1948-1952: Staatliche Handels-u. Gewerbeschule Rheydt, afdeling Kunsthandarbeit.
- 1952: Gesellenprüfung Handsticker. Haar gezellenwerkstuk was een geborduurde landkaart van Silezië, 120x160 cm. Ze won hiermee een prijs, waardoor ze aan de Werkkunstschule Düsseldorf kon gaan studeren.
- 1952-1954: Werkkunstschule Düsseldorf, afdeling Textil, Webkunst.
- 1954-1955: Jan van Eyck Academie Maastricht, afdeling Gobelin.

## Lijst van tapijten
Tapijten die kleiner dan 100x100 cm zijn, zijn niet in deze lijst opgenomen.
| 1956 | Poppen                    | 64x101 cm  |
|      | Figuren                   | 85x123 cm  |
| 1958 | (zonder titel)            | 66x97 cm   |
| 1960 | Poppenkast                | 240x100 cm |
|      | Draak                     | 120x160 cm |
| 1961 | Reus                      | 152x280 cm |
|      | Vuur                      | 148x264 cm |
|      | Aarde                     | 240x120 cm |
| 1962 | Vuurboom                  | 160x320 cm |
|      | Licht                     | 236x128 cm |
| 1963 | Leven                     | 400x160 cm |
|      | Energie                   | 160x160 cm |
|      | Boom                      | 280x150 cm |
| 1964 | Het Wondertapijt          | 76x318 cm  |
| 1965 | Maja                      | 500x150 cm |
|      | Kindertapijt              | 74x171 cm  |
|      | Marc                      | 320x160 cm |
| 1966 | Kruisvogel                | 300x160 cm |
|      | Rode Maja                 | 150x140 cm |
| 1967 | Lente                     | 300x150 cm |
|      | Ikoon                     | 220x160 cm |
| 1969 | Kinderkruistocht          | 885x44 cm  |
| 1970 | Sprookje                  | 144x137 cm |
|      | Hair                      | 160x200 cm |
|      | Het doek gaat open        | 150x180 cm |
| 1971 | Kruisbloem                | 100x250 cm |
|      | De Grote Weg              | 320x260 cm |
|      | Sprookje                  | 160x120 cm |
| 1973 | Maroc                     | 200x160 cm |
| 1974 | Boom                      | 200x380 cm |
| 1975 | Nachtschonen              | 180x120 cm |
|      | Nachtbloemen              | 160x230 cm |
|      | Koen                      | 205x156 cm |
| 1976 | Maart                     | 200x160 cm |
|      | Mei                       | 160x130 cm |
| 1977 | Antibes                   | 200x160 cm |
|      | Ontwaken                  | 300x160 cm |
| 1978 | Vuuvogel I                | 200x300 cm |
|      | Vuurvogel II              | 200x300 cm |
|      | Vuurvogel III             | 200x300 cm |
|      | Wijnvuur                  | 155x230 cm |
|      | Vlam                      | 135x270 cm |
|      | Vliegend                  | 135x158 cm |
|      | Waterleven                | 222x155 cm |
|      | Ontwaken                  | 155x120 cm |
|      | Helga                     | 156x278 cm |
|      | Lente                     | 240x160 cm |
| 1979 | Vuurvogel                 | 200x300 cm |
|      | Wijnvuur                  | 135x160 cm |
|      | Vuurbloemen               | 235x160 cm |
|      | Oerboom                   | 240x160 cm |
|      | Zonsopgang                | 230x160 cm |
|      | La Provence               | 135x160 cm |
| 1980 | Lichtbomen                | 160x240 cm |
|      | Juli 1980                 | 88x197     |
| 1981 | Drie vogels               | 160x90     |
|      | Tuin                      | 370x162    |
|      | Rotsbloemen               | 162x125 cm |
| 1982 | Water-Zon-Wind            | 120x240 cm |
|      | 'En ik zal zingen'        | 160x65     |
|      | Begraven Bloem            | 86x160 cm  |
|      | Pena Negra                | 430x190 cm |
| 1983 | En in de nacht            | 330x200 cm |
|      | Tranen                    | 155x155 cm |
|      | Vlam                      | 160x120 cm |
|      | Dodendans                 | 155x85 cm  |
|      | Onderaards                | 90x203     |
|      | Kleurenmens-Waterman      | 90x170 cm  |
| 1984 | Wonderbloemen             | 240x150 cm |
|      | Vuurbloemen               | 160x120 cm |
|      | Bliksemstralen            | 320x180 cm |
|      | Witte Vlam                | 78x200 cm  |
| 1985 | Maar dit bloed stijgt     | 205x336    |
|      | Maar dit bloed stijgt (2) | 185x90 cm  |
|      | Luchttapijt               | 190x348 cm |
|      | Licht-Donker              | 480x100 cm |
| 1986 | Hart zwaar gekwetst       | 100x196 cm |
|      | Hartebloed I              | 235x190 cm |
| 1987 | Hartebloed II             | 330x190 cm |
|      | Hartebloed III            | 265x190 cm |
| 1989 | Grafbomen                 | 350x190 cm |
| 1990 | De Engel                  | 328x190 cm |

## Tentoonstellingen
| 1961 | Eindhoven    | de Krabbendans                 |
| 1962 | Amsterdam    | Galerie De drie Hendricken     |
| 1963 | Nijmegen     | Waag                           |
|      | Hengelo      | Hengelose kunstzaal            |
|      | Schinnen     | Kasteel Terborg                |
| 1965 | Den Haag     | Kunstzaal Nouvelles Images     |
|      | Rotterdam    | Expositiezaal Lijnbaan         |
|      | Brunssum     | De Galerij                     |
|      | Krefeld (D)  | Werkkunstschule                |
| 1966 | Sittard      | Krtitzraedthuis                |
|      | Amsterdam    | Heineken Galerij               |
| 1968 | Brugge (B)   | Huidevettershuis               |
|      | Wijnandsrade | Kasteel Wijnandsrade           |
| 1974 | Amsterdam    | Galerie Facet                  |
| 1975 | Brussel (B)  | Kunstgalerij La Rose Traversée |
| 1976 | Sittard      | Kritzraedthuis                 |
| 1977 | Amsterdam    | Amro Galerij                   |
| 1978 | Cannes (Fr)  | Art Galery Mont Fleury         |
| 1979 | Venlo        | Cultureel Centrum              |
| 1981 | Roermond     | Galerie Luifel                 |
| 1983 | Sittard      | Kritzraedthuis                 |
| 1984 | Maastricht   | Galerij J. van Reyn            |
| 1985 | Roermond     | Oranjerie                      |
| 1991 | Spijkenisse  | Galerie 't oude Raadhuys       |
| 1993 | Sittard      | kritzraedthuis                 |
| 2002 | Hasselt (B)  | Cultureel Centrum              |
| 2012 | Sittard      | Het Domein                     |

### Groepstentoonstellingen
| 1963 | Delft                 | Het Prinsenhof                                             |
| 1964 | Hoensbroek            | Kasteel Hoensbroek                                         |
|      | Hilversum             | Jublieum Genootschap van Samenwerkende Ambachtskunstenaars |
| 1965 | Hannover (D)          | Handwerksform Hannover                                     |
|      | Apeldoorn             | Van Reeckum Galerij                                        |
| 1966 | Luik (B)              | Musée de l'Art Wallon                                      |
|      | Maastricht            | Bonnefantenmuseum                                          |
|      | Emmeloord             | Domeinkantoor                                              |
|      | Amsterdam             | Galerie De drie Hendricken                                 |
|      | Almelo                | Kunstkring De Waag                                         |
| 1967 | Nijmegen              | De Waag                                                    |
|      | Leeuwarden            | Kuntcentrum Prinsetuin                                     |
|      | Apeldoorn             | Van Reekum Galerij                                         |
|      | Delft                 | Prinsenhof                                                 |
|      | Amsterdam             | Galerie De drie Hendricken                                 |
| 1968 | Haarlem               | Frans Halsmuseum                                           |
| 1969 | Venlo                 | Cultureel Centrum                                          |
|      | Medemblick            | Kasteel Radboud                                            |
|      | Bochum (D)            | Städtische Kunstgalerie                                    |
| 1971 | Haarlem               | Frans Halsmuseum                                           |
|      | Sittard               | Kritzraedhuis                                              |
| 1972 | Delft                 | Prinsenhof                                                 |
|      | Maaseick (B)          | Cultureel Centrum                                          |
| 1973 | Aken (D)              | Handwerkstudio                                             |
| 1974 | Haarlem               | Frans Halsmuseum                                           |
| 1975 | Amsterdam             | Galerie d'Eendt                                            |
|      | Deurle (B)            | Creatief Benelux                                           |
| 1976 | Maastricht            | Augustijnenkerk                                            |
| 1977 | Venlo                 | Cultureel Centrum                                          |
| 1979 | Heerlen               | Stadthuis                                                  |
|      | Beauvoorde (B)        | 'Het kind in de kunst'                                     |
|      | Deurle (B)            | Museum Leon de Smet                                        |
|      | Luik (B)              | Musée de l'Art Wallon                                      |
| 1980 | Hannover (D)          | 'Handwerksform'                                            |
|      | Delft                 | COSA                                                       |
|      | Hasselt (B)           | Cultureel Centrum                                          |
| 1982 | Amsterdam             | Centrum Textiele Kunstvormen                               |
| 1983 | Venlo                 | Museum Bommel van dam                                      |
|      | Delft                 | COSA                                                       |
|      | Maastricht            | Eurohal                                                    |
|      | Laren                 | Singer Museum                                              |
| 1985 | Maastricht            | Eurohal                                                    |
| 1987 | Mönchengladbach (D)   | Schloss Rheydt                                             |
|      | Heusden               | Kasteel Dussen                                             |
|      | Roermond              | Gemeentemuseum                                             |
|      | Maastricht            | Eurohal                                                    |
|      | Valjevo (Joegoslavië) | 'Uitwisseling Valjevo'                                     |
| 1988 | Heerlen               | Stadsschouwburg                                            |

## Boeken
- 1993: De scheppende kracht van het weefgetouw, ISBN 9068251260
- 2012: Maja Gabriel-Ottenheym, Mijn Moeder Helga Paetzold, ISBN 978-3-86386-336-4

- Biografisch Portaal: 58459765
- International Standard Name Identifier: 0000 0003 8754 6518
- Nederlandse Thesaurus van Auteursnamen: 084287896
- RKD-Nederlands Instituut voor Kunstgeschiedenis: 61450
- Virtual International Authority File: 280495704
- WorldCat: E39PBJht394MPPKcY3gXDdVBfq